# Cultura de África

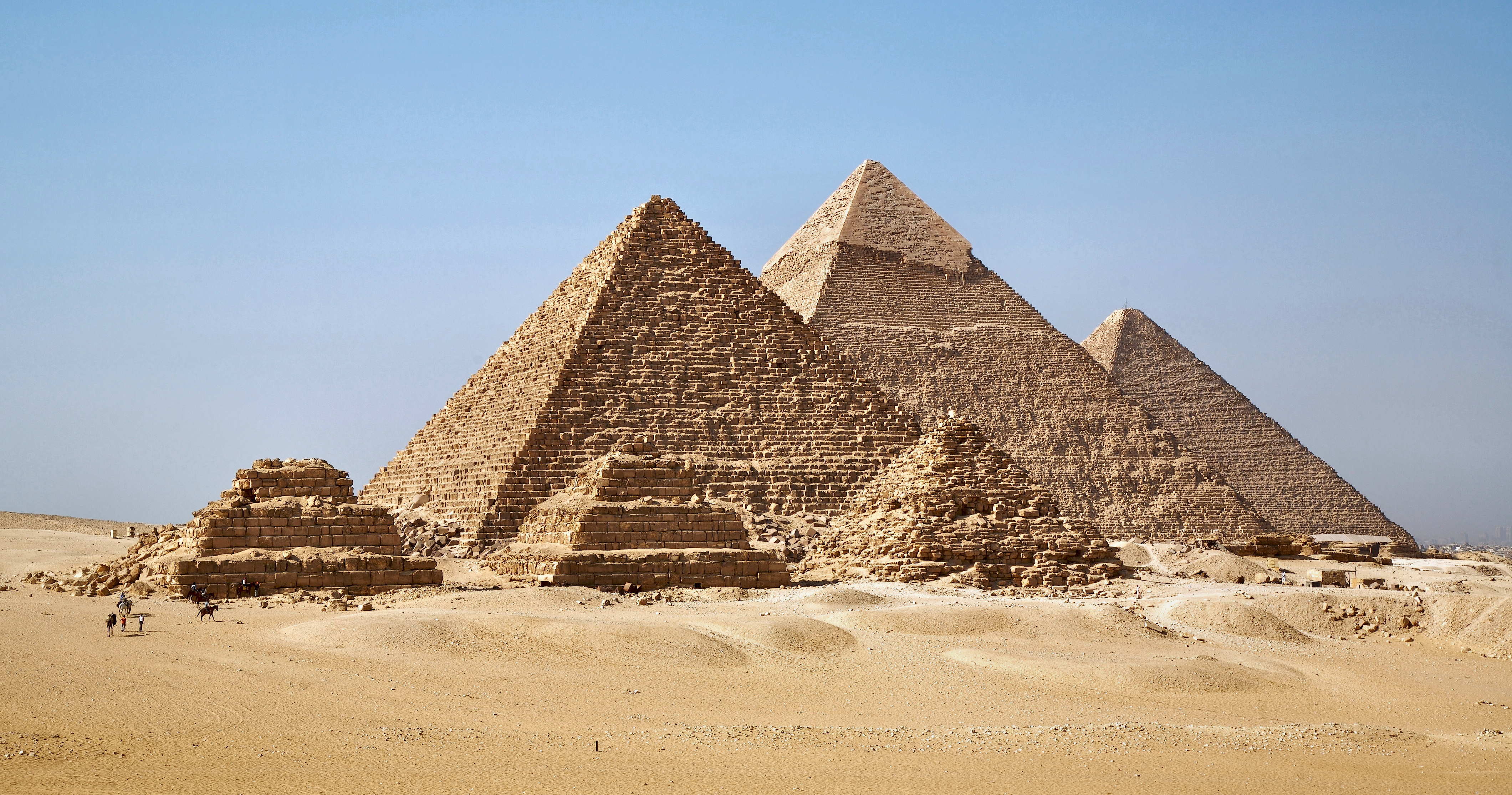
Pirámides de Guiza construidas hacia el 2500 a. C.

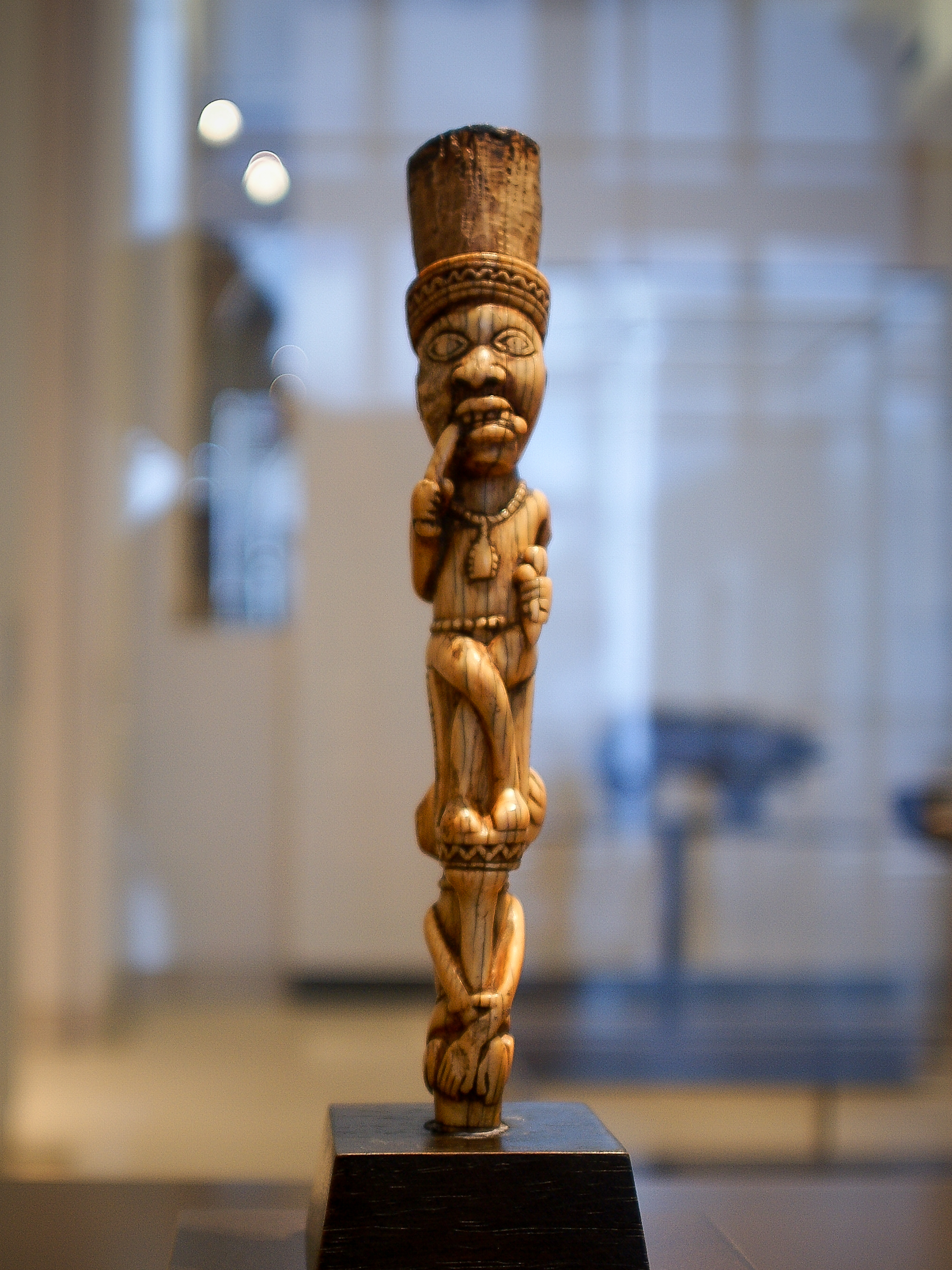
Escultura yombe (Louvre, París)

La cultura humana én  África es tan antigua como la humanidad misma; e incluye los tallados en roca, los petroglifos (un tipo de trabajos lineales, la mayoría hechos por la gente prehistórica) de las eras glaciales, cazadores recolectores, en las praderas de África del Norte, los nomos de Egipto y del antiguo Egipto.

## Lenguas habladas

Las lenguas de África revelan las principales migraciones y expansiones de pueblos durante el neolítico reciente. En África continental existen cuatro grupos lingüísticos principales: (1) las lenguas Níger-Congo se expandieron desde regiones ceranas a la costa del Golfo de Guinea en África Occidental hacia la parte oriental y sur del continente. (2) La expansión de pueblos Níger-Congo debió desplazar a los antecesores de los pigmenos y a pueblos posiblemente relacionado con los actuales hablantes de lenguas khoisán (naranja, actualmente solo restos en África Meridional). (3) Las lenguas afroasiáticas parecen haberse originado en África Oriental desde donde se habrían expandido hacia el norte de África y África occidental septentrional e incluso hacia Próximo Oriente y la península arábiga. (4) Los pueblos Nilo-saharianos parecen formar parte de poblaciones que oscilaron entre el actual Sáhara cuando las condiciones eran más favorables y el actual Sahel y algo más al sur hacia donde debieron migrar al desecarse el Sáhara.

África presenta una enorme diversidad étnica, cultural y lingüística, el número de lenguas supera ampliamente las 1300 (el número depende del criterio de disimilaridad escogido entre variedades emparentadas y para algunos autores llega a 2100). Esta enorme diversidad desde el punto de vista de las lenguas es menor si se consideran familias lingüísticas ya que en ese caso la diversidad lingüística es similar a la de Asia, aunque inferior a la encontrada en la América precolombina o Nueva Guinea.
África experimentó un proceso de uniformización cultural muy importante ya antes de la colonización europea. Así la expansión de los bantúes uniformó enormemente el África subsahariana quedando solo bolsas residuales de población que hable lenguas no bantúes al sur de Camerún. África occidental presenta una gran diversidad lingüística y étnica, aunque parece que muchas de las familias lingüísticas bien identificadas podrían estar remotamente relacionadas dentro de una macrofamilia denominada lenguas Níger-Congo. Fuera de esta agrupación, existen otros grupos lingüísticos diferentes como las lenguas nilo-saharianas (África occidental y Sahel principalmente), muchos de los grupos solo muestran un parentesco muy remoto. En la África austral se encuentran las llamadas lenguas joisánidas que son lenguas de origen prebantú provenientes de poblaciones no asimiladas a los pueblos bantúes. El resto de África habla lenguas afroasiáticas extendidas básicamente por la mitad norte del continente y en Madagascar se encuentran lenguas malayo-polinesias, cuya presencia en África es relativamente reciente.
Las lenguas más extendidas en la actualidad con más de 120 millones de hablantes, son el árabe, el suajili lenguas francas habladas por diversos grupos culturales. A estas le siguen en número de hablantes varios idiomas de origen europeo: el inglés, el francés y el portugués, generalmente utilizados por las administraciones postcoloniales y las clases urbanas. A continuación existe un grupo de cerca de 20 idiomas étnicos con entre 1 y 20 millones de hablantes como: (de norte a sur) el wólof, mandé, ewe, fon, yoruba, igbo, lingala, shona, setsuana, xhosa, malgache, etc. Otros idiomas minoritarios son el afrikáans y el español, de origen europeo, y otros autóctonos como el bereber. Finalmente, hay decenas de lenguas habladas por menos de 100.000 personas.
Los idiomas africanos y oficiales en sus respectivos estados son: el amárico hablado en Etiopía, el somalí en Somalia, el suajili en Kenia y Tanzania, el setsuana en Botsuana, el afrikáans en Sudáfrica y Namibia (junto con el inglés), y el malgache en la República de Madagascar (junto con el francés).

## Historia
Existe abundante evidencia arqueológica que el homosapiens es una especie de origen africano, y que fue en ese continente donde evolucionó la especie y desde donde se expandió al resto del mundo. Por esa razón, el estudio de los primeros estadios prehistóricos del hombre deben buscarse en África.
Actualmente África es un continente mucho más diverso que Europa o América, en gran parte debido a factores históricos. Por ejemplo, la mayor parte de imperios africanos no pasaron de ser potencias regionales que controlaron solo una fracción pequeña del continente. Esto se debe en gran parte a que la diversidad geográfica, climática y étnica de África no permitió la formación de unidades políticas de un tamaño comparable al del continente. Jared Diamond ha señalado que esto en gran parte es fruto de las condiciones ecológicas y de recursos naturales disponibles, que hacían objetivamente más difícil el desarrollo de ciertas tecnologías en el continente. Por ejemplo, el caballo fue domesticado en Eurasia, no existiendo en África animales de carga similares. Aunque los africanos si poseyeron desde antiguo animales para la ganadería, como atestigua lo temprano de la domesticación de ciertos animales. Igualmente los cereales disponibles en África para su domesticación diferían de los encontrados en otros continentes.

### Edad Media
El primer gran estado centralizado conocido de África es Imperio Antiguo de Egipto, que surgió en parte por las condiciones excepcionalmente favorables del Valle del Nilo, que incluye tierras muy fértiles y condiciones ecológicas excepcionalmente estables. Además la situación geográfica facilitó la estabilidad política al no existir durante mucho tiempo potencias regionales que amenazaran a la población. La fertilidad del suelo permitió tener densidades de población inusualmente altas para el período y un alto grado de urbanidad, lo que facilitó la uniformidad cultural y lingüística del Valle.
Egipto siguió siendo una región muy próspera en términos agrícolas, razón por la que fue objeto de internvenciones militares persas, greco-macedonias, romanas y musulmanas. El norte de África tuvo conexiones mucho más importantes con Europa y Próximo Oriente que el África subsahariana que durante la antigüedad evolucionó independientemente de los imperios de la zona templada y subtropial de Eurasia.
En cuanto a la situación histórica de África en este período es mal conocida, ya que solo las regiones adyacentes a la cuenca mediterránea están adecuadamente documentadas. Para el resto del territorio debe recurrirse a la evidencia arqueológica y lingüística. Posiblemente el hecho histórico de este período de mayor impacto en la historia posterior de África fue la expansión bantú desde alguna región indeterminada en el este de Nigeria y el N. de Camerún hacia toda el África subsahariana.

### Edad Media y moderna

Civilizaciones africanas antes de la colonización europea.

A partir del período medieval los testimonios históricos sobre África son mucho más abundante y permiten reconstruir de manera más o menos detalladas lo que sucedería en la mayor parte del continente. En el siglo VII hubo una considerable inmigración árabe, resultando en una gran absorción de la cultura bereber. Incluso antes de esto los bereberes en general habían adoptado la lengua y religión de sus conquistadores. La influencia árabe y la religión islámica se adhirieron indeleblemente al norte de África. Juntas se propagaron hacia el sur, a través del Sahara. También se establecieron firmemente a lo largo de la costa oriental, donde los árabes, los persas y los indios establecieron florecientes colonias, tales como Mombasa, Malindi y Sofala, ejerciendo una influencia análoga a aquella desempeñado en siglos previos por los cartagineses en la costa norte. Hasta el siglo XIV, Europa y los árabes en África del Norte ignoraban la existencia de estas ciudades y estados orientales.
La expansión del Islam en África fue otro factor importante de uniformización cultural, especialmente en el norte de África y parte de África Occidental y África Oriental. El establecimiento de rutas comerciales, la difusión de tecnologías e ideas, favoreció la formación de numerosos imperios autóctonos africanos en el Sahel.
Durante la Edad Moderna se intensificaron los contactos con Europa e India, especialmente en el África subsahariana que en gran parte había evolucionado indpendendientemente. El Océano Índico tenía importantes rutas comerciales con Asia meridional y la Península arábiga. En la costa Atlántica y algunos enclabes en Mozambique los portugueses establecieron enclaves comerciales, y a veces también intervinieron en la política interna de los estados africanos cercanos.

### Edad Contemporánea
La última ola de uniformización cultural, tuvo lugar durante el reparto de África y la posterior colonización europea. En ese período se hizo una intensa labor misionera y se implantó por la conquista militar un régimen colonial y sistema de administración alóctonos traídos por las minorías europeas que dominaban la región. En esta época se introdujeron numerosos cambios, y tecnologías que condicionarían la posterior evolución de África tras la descolonización, así frecuentemente en países multiétnicos se escogió como lengua administrativa la lengua previamente de los colonizadores a modo de lingua franca entre diferentes etnicidades que frecuentemente no compartían una lengua común.

## Religiones

### Religiones autóctonas
Las religiones seguidas en África que son conocidas como animismos actualmente son seguidas por más de 100 millones de africanos. Las religiones indígenas africanas tienden a girar alrededor del culto a los antepasados y el animismo. Un hilo común en sistemas de creencia tradicionales era la división del mundo espiritual en "provechoso" y "dañoso/dañino". Los espíritus provechosos, por lo general, incluyen a los espíritus de los antepasado que ayudan a sus descendientes, y los espíritus poderosos que protegen comunidades enteras de alguna catástrofe o los ataques de enemigos; mientras que los espíritus "dañosos" incluyen las almas de las víctimas de asesinatos que fueron enterradas sin los [rito funerario|ritos funerarios]apropiados, y espíritus sólidos, que por medios de espíritu hostiles causan la enfermedad entre sus enemigos. Mientras el efecto de estas tempranas formas de adorar sigue teniendo una influencia profunda, los sistemas de creencia se han desarrollado como ellos actúan recíprocamente con otras religiones.
La formación del Antiguo Reino de Egipto en el tercer milenio A.C., marcó el primer sistema religioso complejo conocido sobre el continente. Alrededor del siglo IX a. C., Cartago (en el actual [Túnez]) fue fundado por el fenicios, y continuó hasta volverse la principal "cosmopolita" de las deidades sobre Egipto, Roma y las ciudades-estado etruscas donde se les adoraba.

### Cristianismo
La fe cristiana llegó a África del Norte en el siglo I d. C. y se extendió a Sudán y Etiopía por el siglo IV. La fe cristiana ha existido desde entonces en Egipto, Eritrea, y Etiopía, cuyas iglesias forman parte de la Ortodoxia Oriental. En el siglo XV, el cristianismo fue llevado al África tropical por los portugueses. En la actualidad hay más de 350 millones de cristianos en ese continente.
La Iglesia etíope ortodoxa y la Iglesia eritrea ortodoxa oficialmente son dejadas a partir del siglo IV, y son así parte de las primeras iglesias cristianas establecidas en el mundo. Al principio, el cristianismo ortodoxo benefició al Sudán de nuestros días y otras regiones vecinas. Sin embargo, después de la extensión del Islam, el crecimiento se volvió lento y restringió a las tierras altas.
Muchos Africanos fueron convertidos al cristianismo durante el período colonial. En las décadas pasadas del siglo XX, varias sectas de cristianismo protestante rápidamente crecieron. Un número de obispos católicos, pero africanos por nacionalidad, fueron mencionados como posibles candidatos papales en 2005. Los cristianos africanos parecen ser más socialmente conservadores que sus correligionarios en la mayor parte del mundo industrializado.
Las primeras Iglesias africanas han experimentado el crecimiento significativo en los siglos XX y XXI.

### Islam
El islam alcanzó el continente en el siglo VII desde la costa mediterránea. Durante cierto período, la extensión del islam llegó a lo largo de la costa oriental y las áreas interiores de África Occidental. Hoy, los seguidores del islam se encuentran en todas las partes de África y son alrededor más de 290 millones.
El ingreso del Islam en África estuvo marcado por las conquistas musulmanas en África del Norte, entre los años 640 y 710 de nuestra era, comenzando con Egipto. Establecieron Mogadiscio, Melinde, Mombasa, Kilwa, y Sofala, después del comercio de marítimo, desde la costa de África Oriental, y atravesando el desierto del Sahara en el interior de África - después, camino de comerciantes Musulmanes. Los musulmanes estaban también entre los pueblos asiáticos que más tarde se instalaron en las colonias británicas de África.

### Estadísticas
Los africanos profesan una amplia variedad de creencia religiosas, con el cristianismo y el islam a la cabeza. Aproximadamente el 46,3% son cristianos y un 40,5% son musulmanes.  El 11,8% sigue principalmente religiones indígenas de África. Un pequeño número de africanos profesa el hinduismo, o tiene creencia de la tradición judaica, como los Beta Israel o las tribus lemba.
La mayor parte del continente profesa religiones tradicionales africanas, englobadas dentro del impreciso grupo conocido como animista. Esto significa que creen que los espíritus habitan objetos animados o inanimados. Dicho animismo suele persistir bajo la apariencia de religiones universalistas como el islam o el cristianismo. También hay creyentes del rastafarismo.
El islam tiene una presencia dominante en el norte y destacada en el Sáhara, el Sahel, África Occidental y África Oriental. El cristianismo monofisita, aunque más antiguo que el islam, quedó confinado a Etiopía. A partir del siglo XX adquirirán una creciente importancia el catolicismo y protestantismo.
Sin embargo tanto islam como el cristianismo se encuentran en África con sincretismos más o menos sectarizados como el kimbanguismo o la Iglesia "Cita con la Vida", que persisten y se reproducen gracias a la fortaleza implícita de los conceptos de las religiones tradicionales. Las religiones tradicionales africanas tienen una presencia destacada en América, especialmente el vudú en Haití, la religión yoruba y las religiones del antiguo Reino del Congo en el Caribe y en Brasil principalmente.

## Administración y Derecho
Durante gran parte de la historia más reciente de África, el fiqh y en menor medida la sharia fueron fundamento para la administración y el derecho en extensas zonas de África, en particular para el área islamizada. Gran parte de los principios islámicos del derecho siguieron siendo aplicados aún bajo la administración europea, frecuentemente en paralelo a los sistemas judiciales basados las nociones europeas modernas del estado de derecho, de hecho en muchos países el derecho islámico sigue teniendo un papel importante en la administración de justicia.
La irrupción de los europeos, en muchos sentidos fue catastrófica para muchos africanos ya que introdujeron el comercio de esclavos a gran escala, el trabajo forzado a una escala mayor de la que había existido antes. Hay que señalar la esclavitud ya existía en África antes de la llegada de los europeos, pero en muchos sentidos la forma en que se practicaba en África era muy diferente, del comercio de esclavos capitalista que introdujeron los europeos.
Durante el siglo XX, apareció en África una nueva clase de intelectuales con cierto acceso a la educación de tipo europeo, que desarrolló ideas favorables a la descolonización, inspirando movimientos de liberación nacional. La élite educada, frecuentemente aliada, a los antiguos colonizadores sería la que lideraría en gran medida los países surgidos con los movimientos de Independencia. Si bien las potencias europeas, han seguido influyendo en la política interna de sus antiguas colonias a fin de usar los recursos naturales del continente africano. Eso unido a factores internos hizo que durante el siglo XX fueran frecuentes los golpes de estado y las dictaduras militares en muchos países del continente africano.

## Manifestaciones artísticas

### Música y danza
Una de las principales son: La música indígena y las danzas tradicionales africanas que han sido transmitidas por vía tradicional y es distinta tanto en el 
norte como en el sur.
Muchas lenguas africanas son lenguajes de tonos, por lo que el nivel del sonido determina el significado. Esto último repercute en las melodías y ritmos musicales africanos. En el continente Africano se utilizan distintos instrumentos, entre los cuales están: los tambores (los más utilizados), campanillas, laúd, flauta y trompeta.
Las danzas africanas son un importante modo de comunicación, y los bailarines utilizan gestos, máscaras, trajes, pintura corporal y un sinnúmero de medios visuales. Los movimientos básicos suelen ser simples, acentuando el cuerpo, el torso o los pies solamente. Las danzas a veces se realizan solo o en pequeños grupos de entre dos a tres personas.
Cuando se pone el Sol (a las 6:30 p. m.) tocan todos los días a esa hora un ritual llamado Shapere que se interpreta con los instrumentos bongo, trompeta y tambor.